# Harrisville (Pennsylvanie)
Pour les articles homonymes, voir Harrisville.
Harrisville est un borough situé au nord-ouest du comté de Butler, en Pennsylvanie, aux États-Unis,. En 2010, il comptait une population de 897 habitants.

## Démographie
Lors du recensement de 2010, le borough comptait une population de 897 habitants. Elle est estimée, en 2019, à 922 habitants.

### Source de la traduction
- (en) Cet article est partiellement ou en totalité issu de l’article de Wikipédia en anglais intitulé « Harrisville, Pennsylvania » (voir la liste des auteurs).